# スタンレーレディスホンダゴルフトーナメント
スタンレーレディスホンダゴルフトーナメントは毎年10月第1週から第2週にかけ、自動車機器及び電子機器の製造・販売を手がけるスタンレー電気の主催、自動車製造などを手掛ける本田技研工業の特別協賛、日本女子プロゴルフ協会公認による女子プロゴルフトーナメントである。2023年現在、賞金総額1億2000万円、優勝賞金2160万円。

## 概要
1980年にスタンレーレディスプロゴルフトーナメント」としてスタート。1994年と1995年は「エス・シー・レディスプロゴルフトーナメント」として行われたが、一時中断。その後2003年に再開され、静岡県裾野市の東名カントリークラブを舞台に開催されている。
2019年の大会は令和元年東日本台風（台風19号）の接近のため、2日目（10月12日）の終日と最終日（同13日）の午前中は無観客試合とすると当初は発表されたが、その後12日は開催自体を中止し、13日の最終日も観客の安全と競技成立をさせる観点から、終日無観客で開催すると同時にインの9ホールに短縮して実施された。2020年・2021年大会も新型コロナの影響で無観客で開催。
2022年の大会から『スタンレーレディスホンダゴルフトーナメント』に名称が変更し、特別協賛に本田技研工業が含まれる。

## テレビ中継・インターネット中継

### 2021年
2021年の当大会テレビ中継・インターネット中継は下記の体制で行われていた。いずれの中継も、日本女子プロゴルフ協会が制作した映像と音声をそのまま使用している。
インターネット中継
PGAツアーの公式動画配信サービス『GOLFTV』（有料）にて全試合ライブ配信される。日本女子プロゴルフ協会がJLPGAツアーの『GOLFTV』でのインターネット配信が決定したことに合わせて実施されている。
- 1日目 - 10月8日 10:00 - 16:30
- 2日目 - 10月9日 10:00 - 16:30
- 最終日 - 10月10日  9:30 - 16:00

テレビ中継
CSデジタル放送のスカイA、及びBSデジタル放送のBS11にて録画放送された。スカイAは有料放送であるが、当該大会の中継については無料放送を実施している。
- スカイA
  - 1日目 - 10月8日 19:00 - 22:30
  - 2日目 - 10月9日 19:00 - 22:30
  - 最終日 - 10月10日 19:00 - 22:30
- BS11
  - 最終日 - 10月10日 19:00 - 20:55

### 2022年
2022年からは放映権が日本テレビ放送網へ移り、同系列「地上波」で中継されている。
テレビ中継
- 地上波「日本テレビ系列」
  - 2日目 - 10月8日 14:00 - 15:00
  - 最終日 - 10月9日 13:30 - 14:50

- BS放送「BS日テレ」
  - 2日目 - 10月8日　15:00 - 16:30／19:00 - 20:54（録画）
  - 最終日 - 10月9日　12:00 - 13:30／14:47 -  ※地上波終了後のリレー中継

- CS放送「日テレジータス」
  - 初日 - 10月7日 13:30 - 16:30
  - 2日目 - 10月8日 8:00 - 11:15
  - 最終日 - 10月9日 7:30 - 10:30

インターネット中継
- 『GOLFTV』・『DAZN』・『U-NEXT』での生配信放送が実施される。
  - 初日 - 10月7日 10:00 - 16:00
  - 2日目 - 10月8日 10:30 - 16:30
  - 最終日 - 10月9日  9:30 - 15:00

### 過去の放送
2019年までは、最終日のみテレビ東京系列6局並びにBSデジタル放送のBSテレ東で放送されていた（大会再開直後は同じくBSデジタル放送のBS-iで放送されていた）。また地元の静岡放送（TBS系列）でも放送されていた。
2020年は、CS放送のスカイAでの放送、及びスタンレーレディス公式Youtubeチャンネルによるインターネット中継のみで実施された。

## 歴代優勝者
| スタンレーレディスプロゴルフトーナメント   | スタンレーレディスプロゴルフトーナメント | スタンレーレディスプロゴルフトーナメント |
| 開催年                                     | 優勝者名                                 | 備考 |
| ------------------------------------------ | ---------------------------------------- | --- |
| 1980年                                     | 吉川なよ子                               | |
| 1981年                                     | 岡本綾子                                 | |
| 1982年                                     | 日蔭温子                                 | |
| 1983年                                     | 吉川なよ子                               | |
| 1984年                                     | 鈴木志保美                               | |
| 1985年                                     | 呉明月                                   | |
| 1986年                                     | 浜田光子                                 | |
| 1987年                                     | 吉川なよ子                               | |
| 1988年                                     | 吉川なよ子                               | |
| 1989年                                     | 日蔭温子                                 | |
| 1990年                                     | 安井純子                                 | |
| 1991年                                     | 大城あかね                               | |
| 1992年                                     | 李英美（イ・ヨンミ）                     | |
| 1993年                                     | 森口祐子                                 | |
| エス・シー・レディスプロゴルフトーナメント |                                          | |
| 開催年                                     | 優勝者名                                 | 備考 |
| 1994年                                     | 森口祐子                                 | |
| 1995年                                     | 黄壁洵                                   | |
| 1996年から2002年まで中断                   |                                          | |
| スタンレーレディスゴルフトーナメント       |                                          | |
| 開催年                                     | 優勝者名                                 | 備考 |
| 2003年                                     | 不動裕理                                 | |
| 2004年                                     | 不動裕理                                 | |
| 2005年                                     | 表純子                                   | |
| 2006年                                     | 古閑美保                                 | |
| 2007年                                     | 上田桃子PO                               | 最終日が台風4号の影響により中止。 |
| 2008年                                     | 福嶋晃子                                 | |
| 2009年                                     | 有村智恵                                 | 最終日は濃霧により9ホールに短縮して実施。 |
| 2010年                                     | アン・ソンジュPO                         | |
| 2011年                                     | 有村智恵                                 | 優勝した有村が大会初日にアルバトロスとホールインワンを達成。 また諸見里しのぶが最終日にハーフ最少スコア27及び1イーグルを含む8連続バーディーの日本新記録を達成。 |
| 2012年                                     | 有村智恵                                 | 大会初日が濃霧のため二度中断となりサスペンデッドに。この影響で大会2日目が中止。 また最終日も濃霧のため9ホールに短縮され結局27ホールで決着。                     |
| 2013年                                     | 姜秀衍（カン・スーヨン）                 | |
| 2014年                                     | アン・ソンジュ                           | |
| 2015年                                     | イ・ボミ                                 | 最終日は濃霧により9ホールに短縮して実施。 |
| 2016年                                     | アン・ソンジュPO                         | 2日目が降雨による中断の影響により9人しかホールアウトできずサスペンデッド。36ホールに短縮して実施。                                                              |
| 2017年                                     | 吉田弓美子                               | |
| 2018年                                     | ささきしょうこ                           | |
| 2019年                                     | 黄アルム                                 | 前述の通り令和元年東日本台風（台風19号）の接近により2日目が中止、最終日は無観客試合の上インの9ホールに短縮して実施。                                            |
| 2020年                                     | 稲見萌寧PO                               | 新型コロナ感染拡大防止のため無観客開催、台風14号の接近により2日目が中止、36ホール短縮                                                                           |
| 2021年                                     | 渋野日向子PO                             | 新型コロナ感染拡大防止のため無観客開催 |
| 2022年                                     | 小祝さくら                               | |
| 2023年                                     | 森田遥                                   | |
| 2024年                                     | 佐藤心結                                 | |

PO プレーオフでの決着